# فیش لیک (ایندیانا)
فیش لیک (به انگلیسی: Fish Lake) یک منطقهٔ مسکونی در ایالات متحده آمریکا است که در شهرستان لاپورته، ایندیانا واقع شده‌است. فیش لیک ۲۱۳٫۰۶ متر بالاتر از سطح دریا واقع شده‌است.